# リウヴィル数
リウヴィル数（リウヴィルすう、Liouville number）とは、以下の定義を満たす実数 α のことである：任意の正整数 n に対して、
{\displaystyle 0<\left|\alpha -{\frac {p}{q}}\right|<{\frac {1}{q^{n}}}}
を満たす有理数 p/q (q > 1) が少なくとも一つ存在する。
リウヴィル数は"ほとんど有理数"であり、有理数の列で"非常に近く"近似できると言える。より正確にはこれらの数は、超越数であってそれが有理数で近似される精度は、いかなる代数的無理数も同様には近似されない程のものとなる。
例えば、
{\displaystyle l=\sum _{k=1}^{\infty }10^{-k!}=0.110001\,000000\,000000\,000001\,000000\,000000\,000000\ldots }(オンライン整数列大辞典の数列 A012245)
はリウヴィル数である。この数は特にリウヴィルの定数と呼ぶことがある。この数は、超越数であることが証明された初めての数である(ジョゼフ・リウヴィル、1844年)。特にこの数の場合、1が小数点以下、自然数の階乗の桁数に出現する(1!=1桁目、2!=2桁目、3!=6桁目、4!=24桁目、……)。
有理数 α が 0 < |α| < 1 を満たし、整数からなる単調増加列 {ak}k ≥ 1 が ak+1/ak → ∞ (k → ∞) を満たすとき、
{\displaystyle \sum _{k=1}^{\infty }\alpha ^{a_{k}}}
はリウヴィル数である。

## 性質
- リウヴィル数は超越数である（リウヴィルの定理）。
- リウヴィル数はマーラーの分類で U 数に属する。
- 0 でない任意の実数は、2つのリウヴィル数の和、および積で表現することができる。
- リウヴィル数全体からなる集合は非可算集合であり、実数内で稠密であるが、1次元ルベーグ測度は 0 である。

上記の性質より、ほとんど全ての超越数はリウヴィル数ではない。リウヴィル数でないことが知られている数としては以下のようなものが挙げられる。
- ネイピア数（自然対数の底）e 。
- 円周率 π。
- チャンパーノウン定数 0.123456789101112… 。
- 1 でない任意の有理数 r に対する自然対数 log r 。
- 任意の整数 d ≥ 2 に対する {\displaystyle \sum _{n=1}^{\infty }d^{-n^{2}}} 。

## リウヴィル数と測度
測度論の観点から、リウヴィル数全体 {\displaystyle L} は小さいと言える。正確にはルベーグ測度 {\displaystyle \lambda (L)} が0である。次の証明にあるアイデアは John C. Oxtoby:8 による。
正の整数 {\displaystyle n>2} と {\displaystyle q\geq 2} に対して
{\displaystyle V_{n,q}=\bigcup \limits _{p=-\infty }^{\infty }\left({\frac {p}{q}}-{\frac {1}{q^{n}}},{\frac {p}{q}}+{\frac {1}{q^{n}}}\right)}
とすると
{\displaystyle L\subseteq \bigcup _{q=2}^{\infty }V_{n,q}.}
である。各正の整数 {\displaystyle m\geq 1} について、
{\displaystyle L\cap (-m,m)\subseteq \bigcup \limits _{q=2}^{\infty }V_{n,q}\cap (-m,m)\subseteq \bigcup \limits _{q=2}^{\infty }\bigcup \limits _{p=-mq}^{mq}\left({\frac {p}{q}}-{\frac {1}{q^{n}}},{\frac {p}{q}}+{\frac {1}{q^{n}}}\right).}
である。
{\displaystyle \left|\left({\frac {p}{q}}+{\frac {1}{q^{n}}}\right)-\left({\frac {p}{q}}-{\frac {1}{q^{n}}}\right)\right|={\frac {2}{q^{n}}}}
と {\displaystyle n>2} であることから、
{\displaystyle {\begin{aligned}\mu (L\cap (-m,\,m))&\leq \sum _{q=2}^{\infty }\sum _{p=-mq}^{mq}{\frac {2}{q^{n}}}=\sum _{q=2}^{\infty }{\frac {2(2mq+1)}{q^{n}}}\leq \sum _{q=2}^{\infty }{\frac {4mq+q}{q^{n}}}\\[6pt]&\leq (4m+1)\sum _{q=2}^{\infty }{\frac {1}{q^{n-1}}}\leq (4m+1)\int _{1}^{\infty }{\frac {dq}{q^{n-1}}}\leq {\frac {4m+1}{n-2}}.\end{aligned}}}
この不等式は大きい全ての n について成り立つ。ここで、
{\displaystyle \lim _{n\to \infty }{\frac {4m+1}{n-2}}=0}
であるので、{\displaystyle L\cap (-m,m)} のルベーグ測度は0である。これが各正の整数 {\displaystyle m} について成り立っており、その結果、{\displaystyle L} のルベーグ測度も0であることになる。
対照的に、全ての超越的実数の集合のルベーグ測度は無限である(代数的実数の全体が可算であり測度0であるため)。
また、リウヴィル数全体の集合がハウスドルフ次元0を持つ（これはルベーグ測度0を持つことよりも厳密に強い性質である）ことも示すことができる。

## リウヴィル数全体の集合の構造
各正の整数nに対して、
{\displaystyle ~U_{n}=\bigcup \limits _{q=2}^{\infty }~\bigcup \limits _{p=-\infty }^{\infty }~\left\{x\in \mathbb {R} :0<\left|x-{\frac {p}{\,q\,}}\right|<{\frac {1}{\;q^{n}\,}}\right\}=\bigcup \limits _{q=2}^{\infty }~\bigcup \limits _{p=-\infty }^{\infty }~\left({\frac {p}{q}}-{\frac {1}{q^{n}}}~,~{\frac {p}{\,q\,}}+{\frac {1}{\;q^{n}\,}}\right)\setminus \left\{{\frac {p}{\,q\,}}\right\}~}
と集合を定める。このとき、リウヴィル数全体の集合は
{\displaystyle ~L~=~\bigcap \limits _{n=1}^{\infty }U_{n}~=~\bigcap \limits _{n\in \mathbb {N} _{1}}~\bigcup \limits _{q\geqslant 2}~\bigcup \limits _{p\in \mathbb {Z} }\,\left(\,\left(\,{\frac {\,p\,}{q}}-{\frac {1}{\;q^{n}\,}}~,~{\frac {\,p\,}{q}}+{\frac {1}{\;q^{n}\,}}\,\right)\setminus \left\{\,{\frac {\,p\,}{q}}\,\right\}\,\right)~.}
と書ける。各 {\displaystyle ~U_{n}~} は開集合である; そしてその閉包が全ての有理数を含んでいる (各穴 {\displaystyle ~p/q~} の開いた区間からはその穴が閉包で得られる) ので、実数直線の稠密部分集合でもある。L は実数直線における稠密開集合の可算交叉であるので補痩であり、すなわち、稠密な Gδ 集合である。

## リウヴィル数の無理性
ここでは、cとdが整数で{\displaystyle ~d>0~} とするとき、{\displaystyle ~x=c/d~}という数がリウヴィル数を定義する不等式を満たすことができないことを証明する。つまり、リウヴィル数は有理数にはなり得ないことを示す。
より具体的には、{\displaystyle ~2^{n-1}>d>0~} [等価的に {\displaystyle ~n>1+\log _{2}(d)~}] が成り立つ十分に大きい任意の正整数nに対して、次の不等式を満たす整数の組{\displaystyle ~(\,p,\,q\,)~(q>1)}は存在しないということを示す：
{\displaystyle 0<\left|x-{\frac {\,p\,}{q}}\right|<{\frac {1}{\;q^{n}\,}}~}
この主張が真であれば、望んでいた結論が得られる。
p と q を任意の整数で {\displaystyle ~q>1~} であるものとすると、
{\displaystyle \left|x-{\frac {\,p\,}{q}}\right|=\left|{\frac {\,c\,}{d}}-{\frac {\,p\,}{q}}\right|={\frac {\,|c\,q-d\,p|\,}{d\,q}}}
である。もし {\displaystyle \left|c\,q-d\,p\right|=0~} であるとき
{\displaystyle \left|x-{\frac {\,p\,}{q}}\right|={\frac {\,|c\,q-d\,p|\,}{d\,q}}=0~}
である。このような整数の組 {\displaystyle ~(\,p,\,q\,)~} はリウヴィル数の定義の一つ目の不等式を破壊していて、これは n の選び方によらない。
次に {\displaystyle ~\left|c\,q-d\,p\right|>0~} である場合を考える。{\displaystyle c\,q-d\,p} が整数なので、{\displaystyle \left|c\,q-d\,p\right|\geq 1~} である。このことにより、
{\displaystyle \left|x-{\frac {\,p\,}{q}}\right|={\frac {\,|c\,q-d\,p|\,}{d\,q}}\geq {\frac {1}{\,d\,q\,}}}
である。ここで {\displaystyle ~n>1+\log _{2}(d)~,} であるような任意の整数 {\displaystyle ~n~} について、
{\displaystyle \left|x-{\frac {\,p\,}{q}}\right|\geq {\frac {1}{\,d\,q\,}}>{\frac {1}{\,2^{n-1}q\,}}\geq {\frac {1}{\;q^{n}\,}}~}
が成り立つ。つまり、この場合はリウヴィル数の定義の二つ目の不等式を破壊している。
すなわち、どんな整数のペア {\displaystyle ~(\,p,\,q\,)~(q>1)} を取ってきても、{\displaystyle ~x=c/d~} がリウヴィル数の条件式を満たすことはない。
すなわち、リウヴィル数は存在すればそれは有理数ではあり得ない。

## リウヴィル数の超越性
与えられた数がリウヴィル数であることを証明することは、与えられた数が超越数であることを証明するのに便利なツールである。しかしながら、全ての超越数がリウヴィル数というわけではない。
いかなるリウヴィル数もその連分数展開の項は非有界である。数え上げの議論を使えば、リウヴィル数でない超越数は不可算無限に存在するはずであることを示すことができる。e の明示的な連続分数展開を使うと、e がリウヴィル数でない超越数の例であることを示すことができる。
Mahler は1953年に π が別のそのような例であることを証明した。
証明はまず代数的無理数の性質を確立することによって進められる。この性質は本質的に、代数的無理数は有理数でうまく近似できないというものであり、この"うまく近似できる"という条件は分母が大きくなるほど厳しくなる。リウヴィル数は無理数だがこの性質を持たないので、代数的になり得ず超越的でなければならない。次に記される補題は(ディオファントス近似における)リウヴィルの定理として知られている。リウヴィルの定理として知られている結果はいくつかある。
以下の証明はリウヴィル数は代数的にはならないことを示す。
補題: {\displaystyle \alpha } が次数 {\displaystyle n>1} の整数係数既約多項式の無理根であるとき、次のような実数 {\displaystyle A>0} が存在する: 全ての整数 {\displaystyle p,q} ({\displaystyle q>0}) に対して、
{\displaystyle \left|\alpha -{\frac {p}{q}}\right|>{\frac {A}{q^{n}}}}
補題の証明: {\displaystyle f(x)=\sum _{k\,=\,0}^{n}a_{k}x^{k}} を {\displaystyle f(\alpha )=0} である整数係数既約多項式とする。
代数学の基本定理により、{\displaystyle f} は最大でも {\displaystyle n} 個の異なる根しか持たない。

このことから、ある {\displaystyle \delta _{1}>0} が存在して、{\displaystyle 0<|x-\alpha |<\delta _{1}} である全ての x について {\displaystyle f(x)\neq 0} が成り立つ。
{\displaystyle f} が既約多項式なので、{\displaystyle f'\!(\alpha )\neq 0} であり {\displaystyle f'} は連続である。

そこで、最大値の定理によってある {\displaystyle \delta _{2}>0} と {\displaystyle M>0} が上手く取れて、{\displaystyle |x-\alpha |<\delta _{2}} である全ての x について {\displaystyle 0<|f'\!(x)|\leq M} であるようにできる。
ここで {\displaystyle \delta =\min\{\delta _{1},\delta _{2}\}} とおく。{\displaystyle \delta } は今述べた {\displaystyle \delta _{1},\delta _{2}} 両方の条件を満たしている。
ここで {\displaystyle {\tfrac {p}{q}}\in (\alpha -\delta ,\alpha +\delta )} を有理数とする。一般性を失わないで {\displaystyle {\tfrac {p}{q}}<\alpha } であるものとして取ることができる。平均値の定理により、{\displaystyle x_{0}\in \left({\tfrac {p}{q}},\alpha \right)} を
{\displaystyle f'\!(x_{0})={\frac {f(\alpha )-f{\bigl (}{\frac {p}{q}}{\bigr )}}{\alpha -{\frac {p}{q}}}}}
であるものとして取れる。
{\displaystyle f(\alpha )=0} かつ {\displaystyle f{\bigl (}{\tfrac {p}{q}}{\bigr )}\neq 0} であるので、上の式は両辺とも0でない。とくに {\displaystyle |f'\!(x_{0})|>0} であり、式を変形すると:
{\displaystyle {\begin{aligned}\left|\alpha -{\frac {p}{q}}\right|&={\frac {\left|f(\alpha )-f{\bigl (}{\frac {p}{q}}{\bigr )}\right|}{|f'\!(x_{0})|}}={\frac {\left|f{\bigl (}{\frac {p}{q}}{\bigr )}\right|}{|f'\!(x_{0})|}}\\[5pt]&={\frac {1}{|f'\!(x_{0})|}}\left|\,\sum _{k\,=\,0}^{n}a_{k}p^{k}q^{-k}\,\right|\\[5pt]&={\frac {1}{|f'\!(x_{0})|\,q^{n}}}\,\underbrace {\left|\,\sum _{k\,=\,0}^{n}a_{k}p^{k}q^{n-k}\,\right|} _{\geq \,1}\\&\geq {\frac {1}{Mq^{n}}}>{\frac {A}{q^{n}}}\quad :\!0<A<\min \!\left\{\delta \,,{\frac {1}{M}}\right\}\end{aligned}}}
であるように {\displaystyle A} を取ることができる。この {\displaystyle A} が補題の要求しているものであることを確認しなければならない。整数 {\displaystyle p,q} ({\displaystyle q>0}) を任意に取ったとして、{\displaystyle {\tfrac {p}{q}}\in (\alpha -\delta ,\alpha +\delta )} である場合は今まで行っていた議論でよいが、そうでない場合には
{\displaystyle \left|\alpha -{\frac {p}{q}}\right|>\delta >A\geq {\frac {A}{q^{n}}}}
が成り立っており、これでよい。
本主張の証明: x をリウヴィル数だったとする。それは無理数であるが、とくに代数的無理数だったと仮定する。このとき、今示した補題により、ある整数 n と正の実数 A が存在して、全ての p, q に対して
{\displaystyle \left|x-{\frac {p}{q}}\right|>{\frac {A}{q^{n}}}}
が成り立つ。ここで正の整数 r を 1/(2r) ≤ A であるものとしてとる。m = r + n とおいて、x がリウヴィル数であることから整数 a, b (b > 1) を次のようにとれる：
{\displaystyle \left|x-{\frac {a}{b}}\right|<{\frac {1}{b^{m}}}={\frac {1}{b^{r+n}}}={\frac {1}{b^{r}b^{n}}}\leq {\frac {1}{2^{r}}}{\frac {1}{b^{n}}}\leq {\frac {A}{b^{n}}}}
これは補題に反している。したがってリウヴィル数は代数的にはなり得ない、すなわち超越的である。